# 팬티라이너

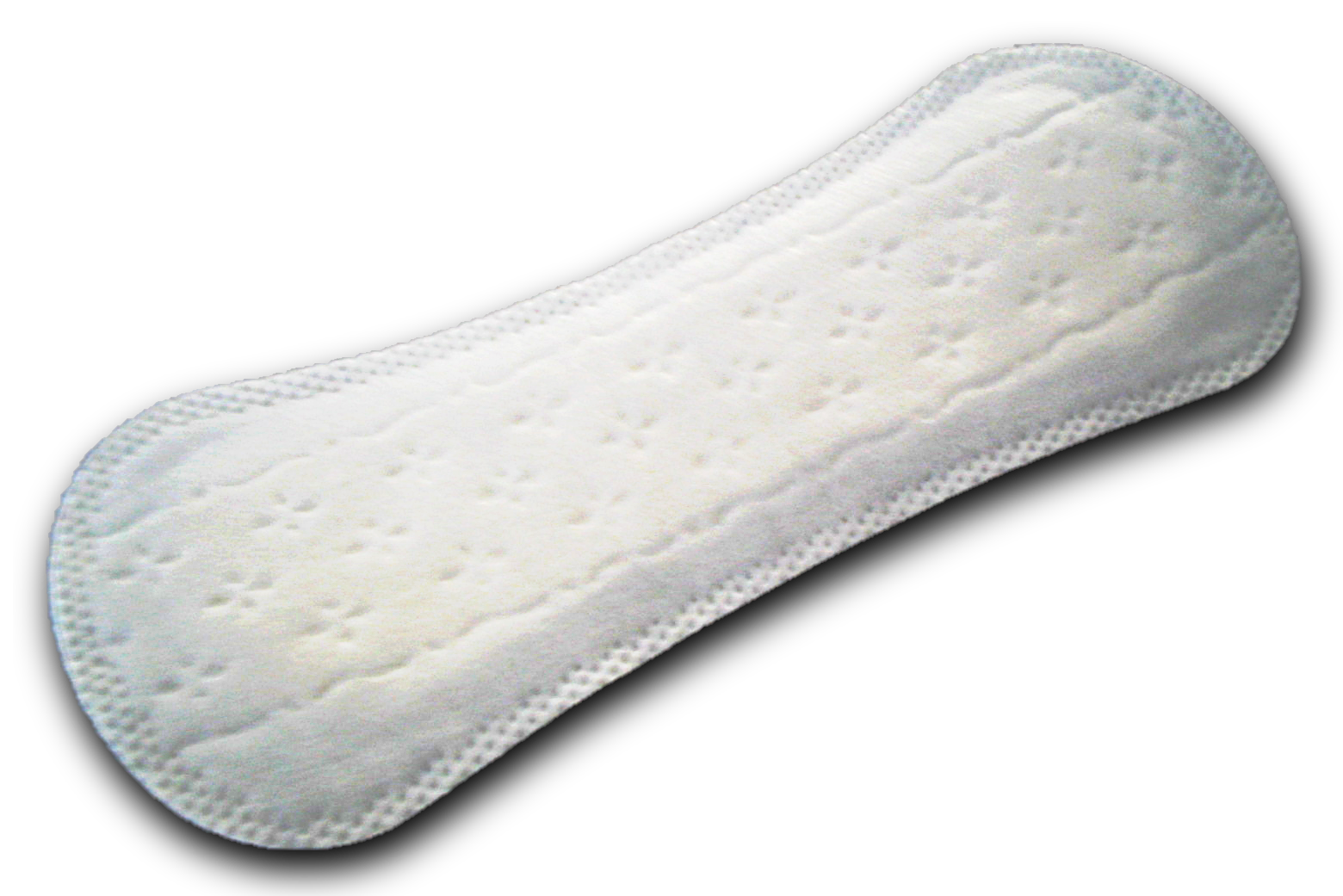
팬티라이너의 모습

팬티라이너(영어: Panty liner)는 여성이 질에서 평상시에 나오는 분비물을 처리하거나 월경 전후에 주로 사용하는 위생용품이다. 생리대와 비슷하지만 날개는 없으며, 크기도 작다. 일반적으로 크기는 '일반(150mm)', '롱(175mm)'으로 나눈다.